# Ovidio Vezzoli

Bischofswappen von Ovidio Vezzoli

Ovidio Vezzoli (* 2. Januar 1956 in Adro, Provinz Brescia, Italien) ist ein italienischer Geistlicher und römisch-katholischer Bischof von Fidenza.

## Leben
Ovidio Vezzoli empfing am 14. Juni 1980 das Sakrament der Priesterweihe für das Bistum Brescia.
Am 17. März 2017 ernannte ihn Papst Franziskus zum Bischof von Fidenza. Die Bischofsweihe spendete ihm der Bischof von Brescia, Luciano Monari am 2. Juli desselben Jahres. Mitkonsekratoren waren Erzbischof Bruno Foresti, emeritierter Bischof von Brescia, und sein Amtsvorgänger Carlo Mazza.